# The Secret Land
The Secret Land é um filme-documentário estadunidense de 1948 dirigido e escrito por Orville O. Dull. Venceu o Oscar de melhor documentário de longa-metragem na edição de 1949.

## Elenco
- Robert Montgomery
- Robert Taylor
- Van Heflin